# 김화순
김화순(金和順, 1962년 4월 12일~)은 대한민국의 농구 선수, 지도자이다.

## 개인사
아버지인 김홍복은 대한민국 축구 국가대표팀 소속으로 활동한 축구 선수이다. 
1989년 한국방송공사 직원인 신용훈과 결혼했으며 딸 신재은과 신재영을 낳았다. 차녀인 신재영도 김화순의 뒤를 이어 농구 선수로 활동했다.